# メタロール
メタロールは、シクロペンタジエンの誘導体で、飽和した5位の炭素原子がヘテロ原子に置換したものである。いくつかは有機金属化合物であるが、半金属が置換したものもある。メタロールの多くは蛍光を持つ。ピロールやチオフェンの高分子誘導体は、分子エレクトロニクスの分野で興味を持たれている。ピロールの構造アナログと見ることもできる。以下のようなものがある。
| Name       | M  | d(M-C), Å | d(M-H), Å | α(C-M-C), ° | E, kJ/mol |
| ---------- | -- | --------- | --------- | ----------- | --------- |
| ピロール   | N  | 1.37      | 1.01      | 110         | 0         |
| ホスホール | P  | 1.81      | 1.425     | 90.5        | 67        |
| アルソール | As | 1.94      | 1.53      | 86          | 125       |
| スチボール | Sb | 2.14      | 1.725     | 80.5        | 160       |
| ビスモール | Bi | 2.24      | 1.82      | 78          | 220       |

- アルソール - ヒ素のアナログ
- ビスモール - ビスマスのアナログ
- ボロール - ホウ素のアナログ
- フラン - 酸素のアナログ
- ガロール - ガリウムのアナログ
- ゲルモール - ゲルマニウムのアナログ
- ホスホール - リンのアナログ
- プルンボール - 鉛のアナログ
- ピロール - 窒素のアナログ
- セレノフェン - セレンのアナログ
- シロール - ケイ素のアナログ
- スタノール - スズのアナログ
- スチボール - アンチモンのアナログ
- テルロフェン - テルルのアナログ
- チオフェン - 硫黄のアナログ
- チタナシクロペンタジエン - チタンのアナログ
- ジルコナシクロペンタジエン - ジルコニウムのアナログ

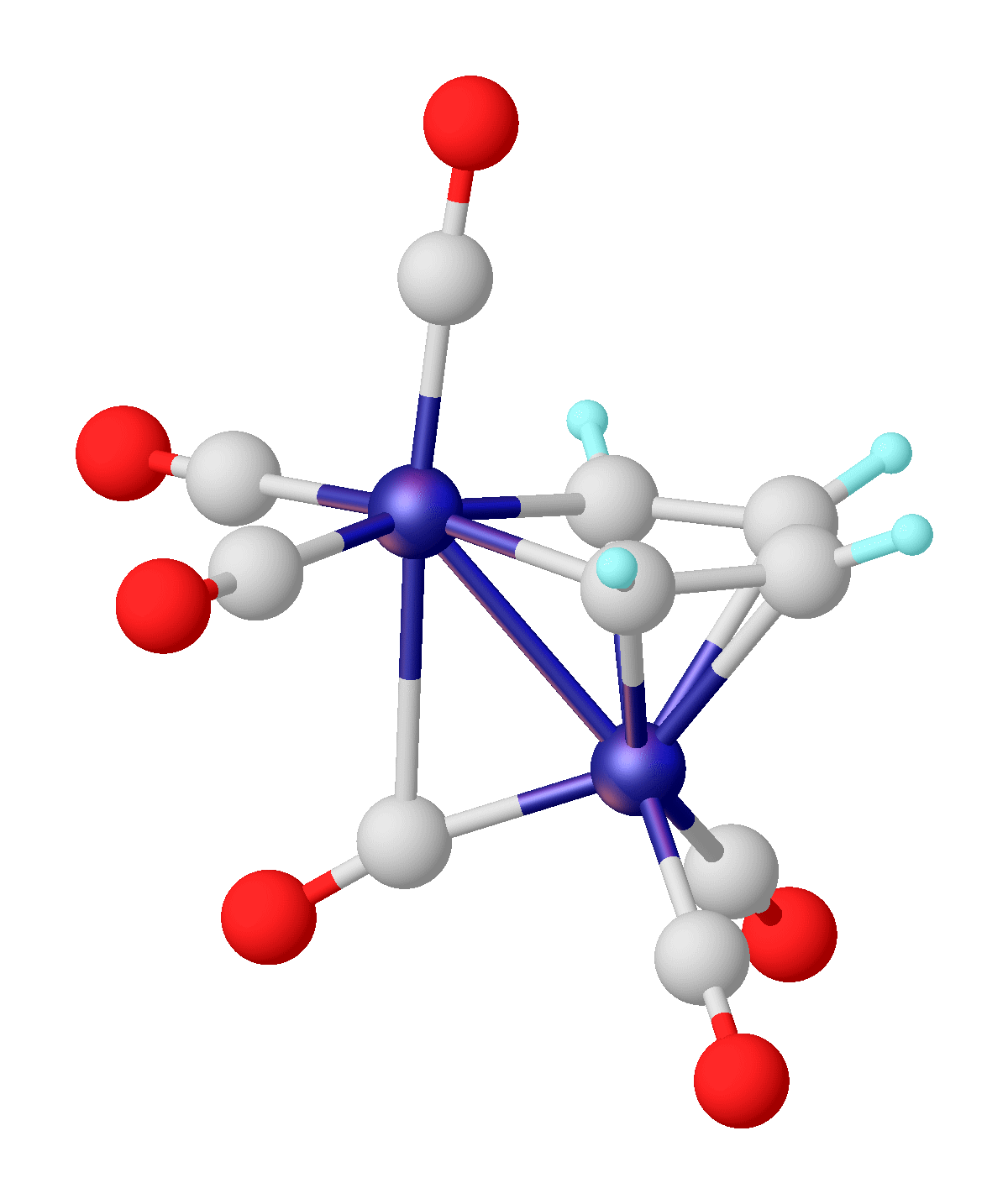
フェロール錯体Fe_{2}(C_{4}H_{4})(CO)_{6}の構造